# Springfield (Tennessee)
Pour les articles homonymes, voir Springfield.
Springfield est une ville des États-Unis, siège du comté de Robertson, dans l’État du Tennessee. Lors du recensement de 2010, sa population s’élevait à 17 329 habitants.